# Phytocoris reuteri
Phytocoris reuteri är en insektsart som beskrevs av Saunders 1876. Phytocoris reuteri ingår i släktet Phytocoris, och familjen ängsskinnbaggar. Arten är reproducerande i Sverige.